# Satyrimima
Satyrimima là một chi bướm ngày thuộc họ Lycaenidae.